# Хана Адровић
Хана Адровић (Београд, 13. јун 1986) је српска новинарка и ТВ водитељка.

## Биографија

### Образовање и професија
Похађала је основне школе 1300 каплара и Љуба Ненадовић у Београду, након чега образовање наставља у Тринаестој београдској гимназији, а потом и Економском факултету Универзитета у Београду.
Први новинарски посао добија 2005. године у дневном листу Политика, у сектору недељних додатака, након чега каријеру наставља у Time Out магазину као ПР менаџер. Паралелно се ангажује у студентској организацији AIESEC, где је покренула пројекат Маркетинг фокус и била задужена за спољне односе у организационим тимовима највећих националних пројеката ове студентске организације, попут Конференције нових лидера и Дани каријере. Године 2009. добија прилику да уређује и води емисију колажног типа Тајм аут шоу на тадашњој телевизији FOX. Спој професионалних амбиција и личних интересовања добија радећи на каналу MTV Adria, где је током четири године стекла различита искуства на пољу ТВ продукције, уређивања програма и односа са јавношћу. Паралелно гради ПР каријеру, а неки од пројеката на којима је била ангажована за изградњу односа са јавношћу јесу концерт бенда Depeche Mode у Београду 2013. године и фестивал Made in Belgrade одржан у мају 2014. године. Исте године покреће сопствену ПР агенцију за односе са јавношћу у области забаве и концертне индустрије.

### Политичка каријера
Прикључује се покрету Доста је било у фебруару 2016. године, током предизборне кампање за парламентарне изборе. Након што ДЈБ постаје парламентарна странка, добија задатак да формира и руководи тимом за комуникације. Годину и по дана касније, крајем 2017. године, почиње да води и уређује ауторску емисију Нешто другачије на сајту , која у збиру има преко 6 милиона прегледа на овој мрежи. У априлу 2019. постаје извршна уредница Слободне телевизије, а са функције силази у октобру исте године након што на позив Саше Радуловића постаје кандидаткиња за потпредседницу Доста је било, а потом бива и изабрана.

### Нешто другачије
Крајем 2017. године, почиње да води и уређује ауторску емисију Нешто другачије на сајту , која у збиру има преко 10 милиона прегледа на овој мрежи. Адровић је у емисији угостила готово све релевантне јавне личности у региону, али и шире, укључујући и уметницу Марину Абрамовић у септембру 2019. године.